# 茂来山
茂来山（もらいさん）は、信州百名山の一つで、南佐久郡北東部にある標高1,718mの山。

## 特徴
佐久地域の人々からことに親しまれる名峰。その山容は、東西南北になだらかな裾野を広げ、均整のとれた美しい錐体で、周囲に高い山がなく抜きん出ていることもあり、1,700m級の山とは思えない存在感で佐久平のどこからも目を引く。

### 地質・地形
基盤は秩父古生層、山体は大日向酸性深成岩で構成され、西部は閃雲花崗岩、北縁は角閃石、閃緑岩が中心で、表層は厚いチャートの岩盤が続く。谷の浸食の差異が大きく、断層も多く、険峻。

### 植生
高山帯、亜高山帯がない1,700m級の山にしては、珍しい植物が多く生育している。サンヨウブシが佐久地域で初めて採取され、バイカツツジは佐久地域の他の場所では見られない。レンゲショウマの群生地もある。また、谷が険峻であるため、原生に近い山林が多く残っている。

### 民俗
古くは雨乞いの山として信仰を集め、田植えの季節、日照り続きの時には、山頂に登って雨乞いをした。山頂には、大山の祭神である石尊大権現を勧進して祀った、1793年（寛政5年）建立の石宮がある。大山は雨降山とも呼ばれ、雨乞いと豊作を願う山岳信仰の対象である。石宮は、「茂来山を愛する会」によって新しいものが建立されている。
小海町では、1935年（昭和10年）から尋常高等小学校が全校登山を行っており、戦後に一旦廃止されたが、やがて復活した。

## 登山
登山口は、佐久穂町側の国道299号沿いに、槇沢コースと霧久保沢コースの2ヶ所、小海町側の親沢地区林道に1ヶ所（親沢コース）。

### 見どころ

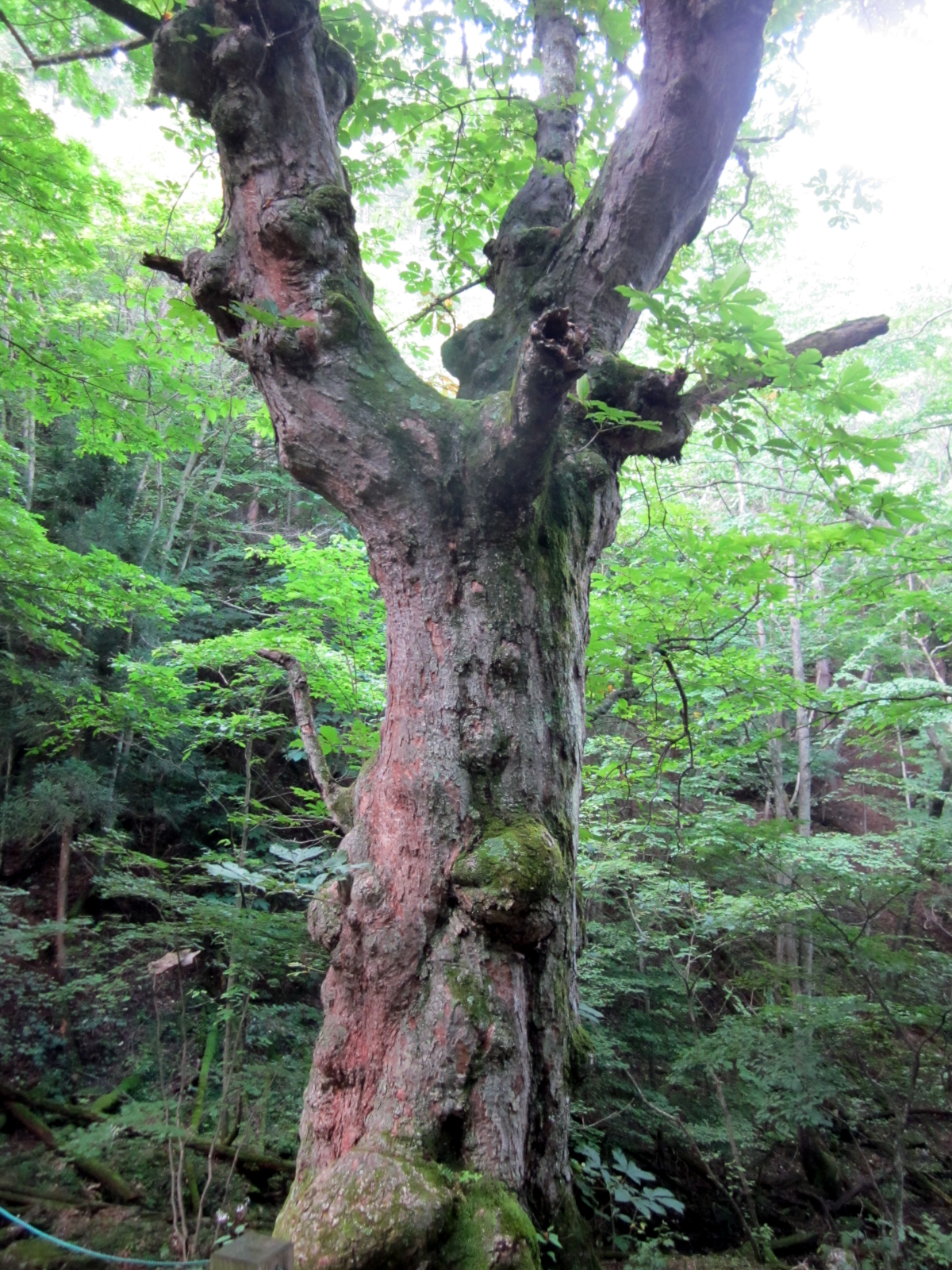
巨大トチノキ「コブ太郎」

山頂は、ほぼ360度眺望が開け、佐久平が一望できる。山頂から間近に見る八ヶ岳連峰は圧巻。
佐久穂町側、霧久保沢コースの中腹には、「森の巨人たち百選」に選ばれたトチの巨木（通称「コブ太郎」）がある。

## 山名
千曲川を挟んで西に聳える八ヶ岳連峰の一つ、硫黄岳の火山噴火の際に、飛んできた岩をもらって山ができた｢貰い山｣が由来といわれる。
「もらい」が嫁（婿）をもらいたいに通じることから、縁結びの山としても知られ、山頂には願掛けの石祠が祀られている。

## その他
良質な磁鉄鉱の産地で、周辺には 江戸時代末期に営まれた鉄山やたたら製鉄所の遺跡が残る。しかし、鉱脈は断続的で、採掘の労力と比較して産出量が少なく不採算であったため、産業として確立はされなかった。